# Klaus-Dieter Kurrat
Klaus-Dieter Kurrat (* 16. ledna 1955, Nauen, Braniborsko, Německá demokratická republika), je bývalý atlet sprinter, který získal stříbrnou olympijskou medaili ve štafetě běhu 4×100 metrů na LOH 1976 v Montrealu. Jeho kolegy v týmu byli Jörg Pfeifer, Manfred Kokot a Alexander Thieme. Na LOH 1980 v Moskvě vypadl na trati 100 m ve čtvrtfinále.
V roce 1973 vybojoval na juniorském mistrovství Evropy v tehdy západoněmeckém Duisburgu tři zlaté medaile (100 m, 200 m, 4×100 m). Na halovém ME 1977 v San Sebastiánu doběhl ve finále běhu na 60 metrů v čase 6,69 s na 4. místě. Bronz získal Polák Marian Woronin, který byl o dvě setiny rychlejší.
Stal se dvojnásobným mistrem NDR na trati 100 m, stejně tak v roce 1976 na trati 200 m.